# موکره بور (استان اشوی‌داشکسیه)
موکره بور (به لهستانی: Mokry Bór) یک منطقهٔ مسکونی در لهستان است که در گمینا منگوو واقع شده‌است. موکره بور ۵۳ نفر جمعیت دارد.